# Peire Rogier
Peire de Rogier (en occità: Pèire Rogièr o Pèire Rotgièr) va ser un trobador d'Alvèrnia que exercí entre els anys 1160 i 1180. Va ser un seguidor de l'escola de trobar leu i se'l relaciona amb Raimbaut d'Aurenja. Segons Renat Lavaud i Renat Nelli es conserven, entre cançons i sirventesos un total de vuit composicions de Peire de Rogier.

## Biografia
La vida i la carrera de Peire la coneixem per la seua vida de finals del segle xiii. La veracitat d'aquesta biografia, tot i els innombrables detalls devers els seus viatges, fou posada en dubte. Peire Rogier nasqué en el si d'una família noble davant de la catedral de Clarmont d'Alvèrnia. Durant un temps es va establir a la cort d'Ermengarda de Narbona. Un cop ací Peire de Rogier es va enamorar de la dona del comte, Ermengarda, i li va dedicar una gran quantitat de cançons, i li dava a l'enamorada el sobrenom o senyal de Tot-n'avetz. Passat algun temps, però, la veu d'una relació adúltera entre la comtessa i el trobador es converteix en informació pública. Tant és així que la vescomtessa ha de demanar-li que deixi la cort.
Així és com després Peire va a parar a la cort de Raimbaut d'Aurenja, on va romandre-hi durant molt de temps, després de la qual cosa partí per anar a la cort d'Alfons VIII de Castella, i després a la d'Alfons II d'Aragó. Al final s'estigué a la cort de Ramon V de Tolosa on va arribar-hi al voltant de 1170. D'acord amb el que llegim a la seua vida, es converteix en altament respectat com a trobador durant els seus viatges, però no hi ha proves en cap cas que els moviments realitzats per la península Ibèrica siguin certs, excepte potser el de l'assemblea de trobadors a la cort d'Aragó que s'esmenta a l'obra de Pèire d'Alvernha. Peire, abans de morir, entrà a l'Orde de Grandmont.

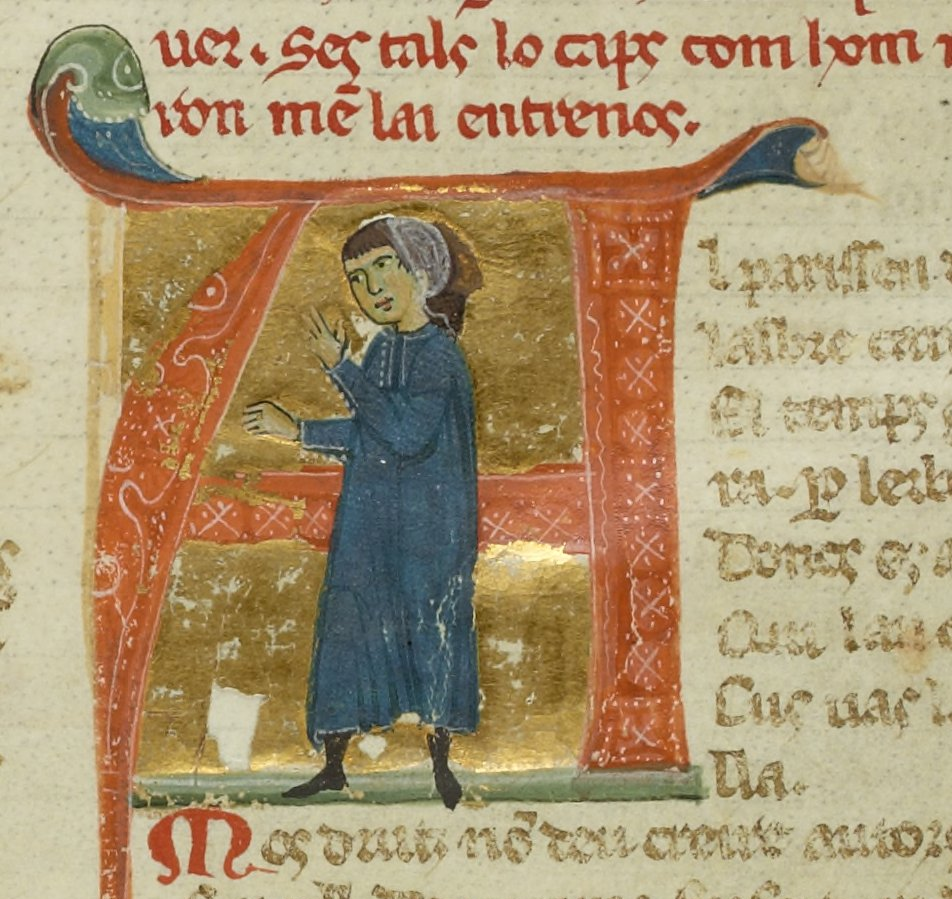
BnF ms. 854 fol. 12v; cançoner I

## Temes i estil
L'actitud de Peire Rogier sobre l'amor cortès és una varietat molt reverent en la qual l'home se sotmet completament a la seua dona, que és un model de virtut i de cortesia (encara que la paraula cortesia mai arriba a aparèixer en el cos d'obres que ha sobreviscut). L'amor no ha de ser físic per gaudir/patir del benefici que es considera de la dama. En un dels seus poemes podem llegir-hi:
(oc) Tant ai mon cor en joy assis,

per que no puesc mudar no'n chan,

que joys m'a noirit pauc e gran;

e ses luy non seria res,

qu'assatz vey que tot l'als qu'om fay

abaiss' e sordey' e dechai,

mas so qu'amors e joys soste.
A Peire se li atorga l'autoria del Roman de Flamenca però és una cosa poc probable, ja que va ser escrit al voltant dels anys 1234-1235 i Peire, llavors, hauria tingut una edat que hagués girat entorn dels noranta anys, cosa que és poc creïble. No obstant això, és cert que l'autor de Flamenca probablement va imitar l'Art de Trobar més innovador de Peire Rogier, que consisteix a introduir al poema un diàleg entre la veu del poeta i la d'un interlocutor imaginari. En aquest sentit Peire Rogier va ser imitat també per Giraut de Bornelh.